# Varíola bovina
Varíola bovina é uma doença causada pelo vírus vaccinia principalmente no gado. Foi importante para a criação da primeira vacina em humanos contra a varíola.

## Características
A varíola bovina manifesta-se através de feridas das tetas das vacas e na bocas dos bezerros que estão em amamentação. Produtores rurais que ordenham as vacas também podem se infectar com o vírus da varíola bovina, que pode provocar lesões nas mãos e antebraços, cujos sintomas podem se manifestar por 15 a 20 dias.
Por ser uma doença que afeta a produtividade do gado leiteiro e o crescimento dos bezerros, é uma doença que preocupa produtores rurais e veterinários. Também gera preocupações porque humanos podem ser afetados pela doença, que embora não seja fatal, exige cuidados e afastamento do trabalho.
|                                                     |                 |
| Lesões provocadas pela varíola bovina num humano... | ...e numa vaca. |

## Surtos epidêmicos
Por ser uma doença de natureza viral está associado a surtos epidêmicos da doença. A partir do final de 1990, propriedades rurais de Minas Gerais, São Paulo, Rio de Janeiro e Goiás sofreram surtos epidêmicos da doença. Em 2001, 1020 vacas foram diagnosticadas com a doença na região da Zona da Mata Mineira.